# Chonemorpha floccosa
Chonemorpha floccosa är en oleanderväxtart som beskrevs av Ying Tsiang och P. T. Li. Chonemorpha floccosa ingår i släktet Chonemorpha och familjen oleanderväxter. Inga underarter finns listade i Catalogue of Life.